# Jan Zdeněk Bartoš

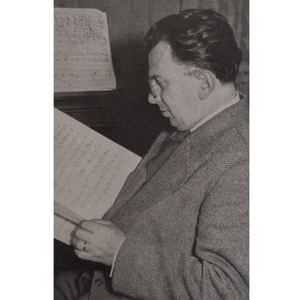
Jan Zdeněk Bartoš (1908–1981)

Jan Zdeněk Bartoš (* 4. Juni 1908 in Königinhof an der Elbe, Bezirk Trautenau (Königreich Böhmen), Österreich-Ungarn; † 1. Juni 1981 in Prag, Tschechoslowakei) war ein tschechischer Komponist.

## Leben
Bartoš lernte das Geigenspiel in Königgrätz. Mit einem kleinen Musikensemble heuerte er bei der französischen Kreuzfahrtgesellschaft Messageries Maritimes in Marseille an und bereiste den gesamten Mittelmeerraum, den Fernen Osten und andere Teile der Welt. Nach der Rückkehr nach Prag  studierte er bei Otakar Šín und Jaroslav Křička.
Seit 1956 arbeitete er beim tschechoslowakischen Ministerium für Schule und Unterricht als Leiter eines Ensembles und lehrte am Prager Konservatorium Komposition und Musiktheorie.
Er komponierte zwei Opern (Das verwunschene Schloss, 1951 und Sturm auf den Himmel, 1955) und eine Operette, Ballette, sieben Sinfonien, Kammermusik, mehrere Kantaten, Liederzyklen und Schauspielmusiken.